# Quinto Cecilio Metelo Numídico
Quinto Cecilio Metelo Numídico (en latín, Quintus Caecilius L. f. Q. n. Metellus Numidicus) fue un político y militar romano del siglo II a. C., hijo del cónsul del año 143 a. C. Lucio Cecilio Metelo Calvo, hermano de Lucio Cecilio Metelo Dalmático, sobrino de Quinto Cecilio Metelo Macedónico, padre de Quinto Cecilio Metelo Pío y abuelo de Quinto Cecilio Metelo Escipión. Ocupó el consulado romano en 109 a. C., fue censor en 102 a. C. y el líder de la facción política de los optimates en el Senado romano. Como tal, fiel partidario de la ortodoxia republicana romana.

## Biografía

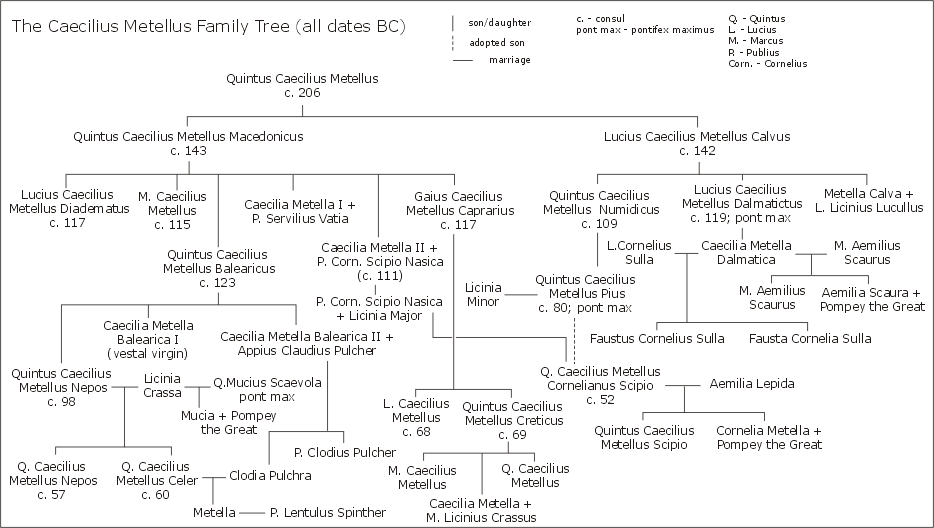
Árbol genealógico de los Cecilios Metelos.

En su juventud adquirió una vasta cultura, siendo discípulo del filósofo Carnéades en Atenas. Cicerón le cita como un brillante orador. Según Frontón, algunos de sus discursos fueron recogidos por Lucio Elio Estilón, aunque por desgracia no se conservan.
Fue tribuno de la plebe en 120 a. C., edil en 117 a. C. y pretor en 113 a. C. en Sicilia y Cerdeña. Es probable que, a su regreso de su provincia, fuese acusado de extorsión, pero su fama de incorruptible era tan alta que los jueces no creyeron las acusaciones. Algunos escritores modernos, sin embargo, suponen que esta acusación se llevó a cabo después de su regreso de Numidia.
Metelo apoyó a su cliente Cayo Mario para que ganara las elecciones a tribuno de la plebe y entrara en el Senado. Mario, a pesar del apoyo de Metelo, llevó a cabo una política popular y opuesta a los intereses de los optimates. A partir de entonces, Metelo se convirtió en opositor político de su antiguo cliente. Unido al princeps senatus, Marco Emilio Escauro, hizo todo lo que estuvo a su alcance para evitar que Mario ocupara el cargo de pretor. 
No sabemos en qué circunstancias Metelo se reconcilió con Mario, ni si se trataba de un perdón sincero u obligado por las circunstancias. Sin embargo, cuando obtuvo en 109 a. C. el consulado con Marco Junio Silano como colega y el mando de la guerra contra Yugurta (que continuaría ejerciendo como procónsul hasta 107 a. C.), Metelo se llevó como legados a Cayo Mario y a Publio Rutilio Rufo.
En Numidia reorganizó las tropas romanas, imponiendo una severa disciplina en el ejército. Tomó la ciudad de Vacca y derrotó a Yugurta en Mutul. Sin embargo, la excesiva prudencia de Metelo y la habilidad del númida provocaron el estancamiento de las acciones militares. Mientras Metelo obtenía notables pero no decisivos resultados, Mario utilizó en provecho propio la impaciencia y frustración de los grupos de poder que en Roma consideraban ya demasiado larga la guerra y sospechaban de las intenciones de Metelo, que prorrogaba su imperium proconsular en África. Tras una campaña de intrigas y sistemático desprestigio de la gestión de Metelo, en 108 a. C. Mario accede al consulado frente al desprecio y las burlas de Metelo, que ambicionaba el consulado para su propio hijo y tachaba a Mario de ser un palurdo itálico que ni siquiera hablaba griego. El nuevo cónsul relevó a Metelo del mando, pero éste no quiso hacer entrega del ejército a Mario y dejó al mando a su legado Publio Rutilio. 
A pesar de ello y de su mala imagen tras la campaña de Mario, el Senado decidió recompensar a Metelo con el reconocimiento de sus méritos en África, materializado en un triunfo en el año 107 a. C. y el sobrenombre de Numídico. Negó a Lucio Equicio, que pretendía ser hijo de Graco, la entrada en la lista de ciudadanos, a pesar del tumulto popular que esta negativa causó. 
Saturnino decidió arruinar a Metelo y obtuvo el apoyo de Cayo Mario, que odiaba a Metelo tanto por motivos personales como políticos. Después del asesinato de Aulo Nonio, que aspiraba al tribunato de la plebe, esta dignidad para el año 100 a. C. recayó en Saturnino, el mismo año en que Glaucia era pretor y Mario cónsul por sexta vez. Cuando Saturnino obligó a los senadores a jurar una ley agraria en el plazo de cinco días, o en caso contrario avenirse a pagar una multa, Metelo prefirió exiliarse a Rodas antes que someterse a tal desatino, siendo por ello expulsado del Senado y perdiendo la ciudadanía.
Luego de pasada la amenaza germánica y del revuelo causado por Saturnino, Quinto Cecilio Metelo Pío, hijo de Metelo el Numídico, logró que su padre, en el año 99 a. C. regresase a Roma a propuesta del tribuno Quinto Calidio, recuperando la ciudadanía romana y su fortuna. Murió poco después de su retorno.
Según Cicerón, Metelo el Numídico fue envenenado por Quinto Vario, que fue tribuno de la plebe en el año 91 a. C., y era un enemigo violento de la aristocracia.